# Hillery Beachey

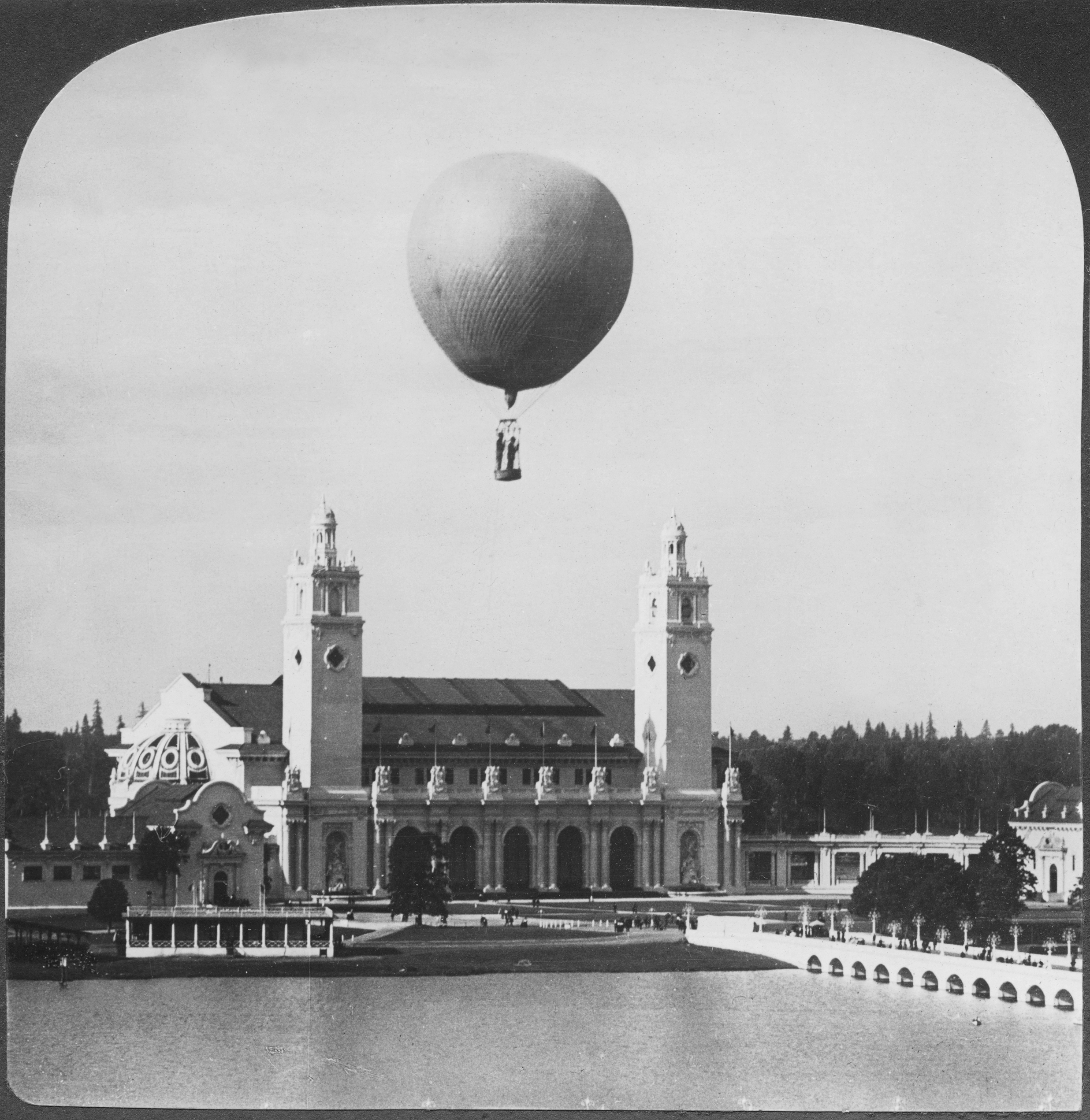
Hillery Beachey med ballong över Government Building och Bridge of Nations, Portlandutställningen 1905.

Hillery Beachey född 1885 i San Francisco död 22 juli 1964, var en amerikansk flygpionjär. Han var bror till Lincoln Beachey
Beacheys pappa William, som var krigsveteran efter det amerikanska inbördeskriget, var blind. Detta ledde till att familjen levde under knappa förhållanden. Hillery tvingades redan som liten att hjälpa till hemma, bland annat genom att vägleda pappan till jobbet var dag.
I slutet på 1800-talet fanns det redan en lång tradition med flygförsök och ballonguppstigningar i San Francisco-trakten. Både Hillery och hans bror var väldigt intresserade av dessa flygförsök, och de inledde sina flygkarriärer som ballongflygare. 1905 jobbade båda bröderna heltid med luftskepp och vätgasballonger. Beachey inledde sin flygkarriär som ballongflygare. Hillery flög bland annat ett luftskepp vid Lewis & Clark-utställningen i Portland Oregon 1905. Redan före 1910 tröttnade Hillery på farkoster lättare än luft och han lärde sig flyga flygplan, och vid Los Angeles International Aviation Meet 1910 utförde han några mindre flyghopp och en nästan fullständig cirkelflygning med ett Gill-Dosh, som var en kopia av det  dubbeldäckade Curtissflygplanet. Han provflög och demonstrationsflög flera av Howard Gills flygplan från 1910 och framåt.
Under 1911 ådrog han sig en skallskada i samband med ett flyghaveri i St. Louis. När han väl var på benen skaffade han sig ett Beachey-flygplan med en 40 hk stark Hall Scott-motor. 10 januari 1912 flög han upp för att få sitt flygcertifikat. Han tilldelades nummer 89. Nästa haveri inträffade 4 augusti 1912 i Battle Creek Michigan, där han skadade sig allvarligt. Som flygare räknades han till de främsta; han var bland de sex första i USA som lyckades flyga runt i en komplett cirkel.
1913 genomförde han ett antal flyguppvisningar med ett nytt dubbeldäckat flygplan som var försett med en sexcylindrig Kirkham-motor som drev en skjutande propeller. 1914 kallade armén in honom i U.S Aviation reserve.